# Кара Ахматли
Кара Ахматли (на гръцки: Κοιλάδι, Килади, до 1927 година Καρά Αματλή, Кара Аматли) е село в Егейска Македония, Гърция, дем Кукуш (Килкис) на административна област Централна Македония. Кара Ахматли има население от 140 души (2001).

## География
Селото е разположено на около 10 километра северно от град Кукуш (Килкис), в подножието на планината Круша.

## История

### В Османската империя
В началото на XX век Кара Ахматли е изцяло турско село в Кукушка каза (Аврет Хисар) на Османската империя. В „Етнография на вилаетите Адрианопол, Монастир и Салоника“, издадена в Константинопол в 1878 година и отразяваща статистиката на населението от 1873 година, Кара Ахмакля (Cara ahmaclya) е посочено като селище в каза Аврет Хисар (Кукуш) с 13 домакинства, като жителите му са 32 мюсюлмани.
Според статистиката на Васил Кънчов („Македония. Етнография и статистика“) в 1900 година селото има 80 жители турци.

### В Гърция
Кара Ахматли остава в Гърция след Междусъюзническата война. Населението му се изселва и на негово място са настанени гърци бежанци. В 1928 година селото е изцяло бежанско с 18 семейства и 56 жители бежанци. В 1926 година името на селото е сменено на Килади, но промяната влиза в официалните регистри в следващата 1927 година.
| Име     | Име       | Ново име | Ново име | Описание                                   |
| ------- | --------- | -------- | -------- | ------------------------------------------ |
| Ярдимли | Γιαρδιμλή | Корфула  | Κορφούλα | възвишение на ЮЗ от Кара Ахматли (421,9 m) |